# Laïla Abdou Tadjiri
Laïla Abdou Tadjiri ist eine Filmmacherin und Model von den Komoren.
Tadjiri schuf ihren ersten Film, L’illusion, 2014 mit einem Smartphone und gewann direkt den dritten Preis beim Pocket Film Festival. Ihr zweiter Film, L’encre de la mer (dt.: „Tinte der See“, 2015), gewann den Preis als Best Local Film beim Comoros International Film Festival (CIFF) 2015. Ihr Film Je lutte donc je suis (dt.: „Ich schlage mich, also bin ich“, 2017), ein Dokumentarfilm über eine Familie, die Plastiktüten recycelt, nahm an der Ecoclip Competition der Commission de l’Océan Indien teil. Un jeune=un emploi (2018) ist ein weiterer Dokumentarfilm über die Wahlen von Präsident Azali Assoumani und gewann den Preis als bester Dokumentarfilm beim Festival international de court-métrage de Pointe-Noire (Republik Kongo).
Tadjiri begann 2014 auch mit dem Modeln und nahm für die Komoren am Wettbewerb Miss University Africa 2017 teil.